# ۷۶۹ (قمری)
۷۶۹ (قمری)، هفتصد و شصت و نهمین سال در گاهشماری هجری قمری است. اول محرم این سال برابر با پنجم سپتامبر سال ۱۳۶۷ میلادی است.

## وابسته
- ابن یمین فریومدی